# Luiaards en miereneters
De luiaards en miereneters (Pilosa) zijn een orde uit de tandarmen (Xenarthra) waarvan slechts negen levende soorten (vijf luiaards en vier miereneters) bestaan. Ze komen voor in grote delen van Zuid-Amerika. Hoewel ze verwant zijn aan de gordeldierachtigen (Cingulata), worden ze tot een aparte orde gerekend binnen de superorde Xenarthra.

## Ontwikkeling
De oudste mogelijke fossielen van Pilosa zijn gevonden in de La Meseta-formatie uit het Midden-Eoceen op Seymour-eiland. Het gaat om erg fragmentarische vondsten van een voetkootje van een luiaard of miereneter en een tand die overeenkomsten vertoont met die van een luiaard. Bij herbeoordeling van de tand kon echter niet met zekerheid worden gesteld dat het aan een luiaard behoorde, maar dat classificatie als Mammalia incertae sedis beter op zijn plaats is.

## Taxonomie
De orde omvat de volgende families:
- Orde: Pilosa (Luiaards en miereneters)
  - Onderorde: Vermilingua (Miereneters)
    - Familie: Cyclopedidae (Dwergmiereneters)
    -  Familie: Myrmecophagidae (Echte miereneters)

  -  Onderorde: Folivora (Luiaards)
    - Superfamilie: Megalocnoidea  †
      - Familie: Acratocnidae  †
      - Familie: Megalocnidae  †
      -  Familie: Parocnidae  †

    - Superfamilie: Megatherioidea
      - Familie: Bradypodidae (Drievingerige luiaards)
      - Familie: Megatheriidae  †
      - Familie: Megalonychidae  †
      -  Familie: Nothrotheriidae  †

    -  Superfamilie: Mylodontoidea
      - Familie: Choloepodidae (Tweevingerige luiaards)
      - Familie: Mylodontidae  †
      -  Familie: Scelidotheriidae  †

Cloacadieren · Opossums · Paucituberculata · Microbiotheria · Roofbuideldieren · Buideldassen · Buidelmollen · Klimbuideldieren · Tenreks en goudmollen · Springspitsmuizen · Buistandigen · Klipdasachtigen · Slurfdieren · Zeekoeien · Luiaards en miereneters · Gordeldierachtigen · Insecteneters · Vleermuizen · Schubdierachtigen · Roofdieren · Onevenhoevigen · Evenhoevigen · Walvissen · Knaagdieren · Haasachtigen · Huidvliegers · Toepaja's · Primaten